# Куряжанка
Куряжа́нка, в 17-19 веках Ку́ряж (укр. Куряжанка) — село, Солоницевская поселковая община, Харьковский район, Харьковская область, Украина.

## Географическое положение
Село Куряжанка находится на левом склоне балки Куряж в пяти км от границы города Харькова, в 2,5 км от пгт Солоницевка, который расположен на противоположном, правом склоне балки Куряж.
По селу протекает ныне пересыхающий ручей Куряж, на котором имелся небольшой пруд; ручей приблизительно через 5 км впадает в реку Уды.
Ниже по течению ручья расположено село Подворки (бывший хутор Куряж) .
Куряжанка окружена большим лесным массивом — урочищем Харьковское (дуб).

## История
- 1678 — дата основания[1] селения Курож[2] (Куряж) на левом берегу реки Куряж[5], по соседству с одноимённым хутором Куряж.

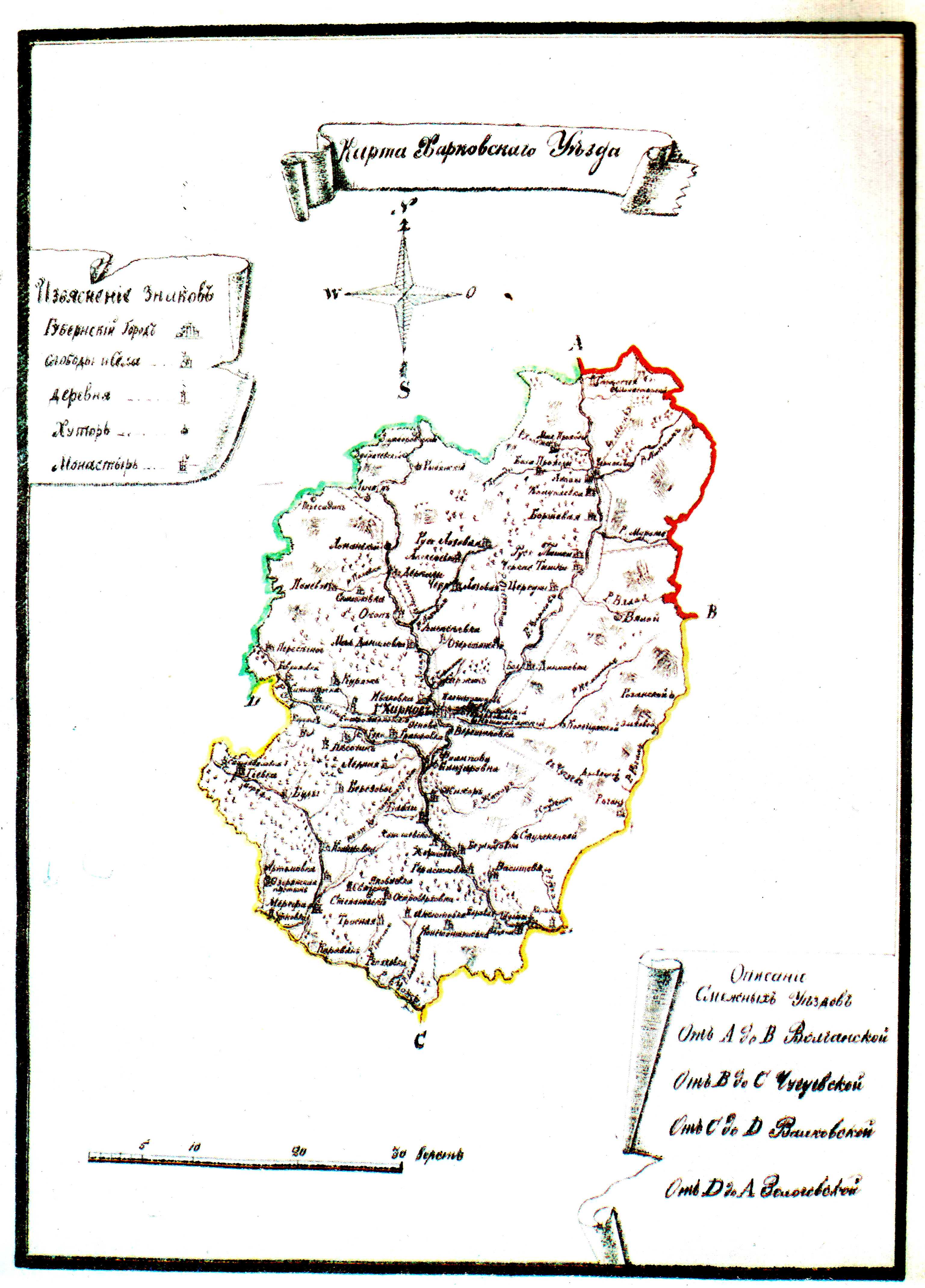
Куряж на карте Харьковского уезда, 1788 год

- В 18 веке село и окрестности принадлежали Старохарьковскому Куряжскому монастырю.[8][2]
- В 1779 году в «Куроже»[2], который принадлежал Старохарьковскому Преображенскому монастырю, согласно «Ведомости, изъ какихъ именно городовъ и уездовъ Харьковское наместничество составлено и сколько было въ нихъ душъ на 1779 годъ», было «с подворками» 177 владельческих подданных (мужчин)[2]. Таким образом, количество жителей (не монахов) считалось общим[2] для села Куряж (ныне Куряжанка) и хутора Куряж (ныне Подворки).
- В 17-19 веках данное село называлось Курож[2] либо Куряж;[5] оно расположено выше по течению реки Куряж, в отличие от хутора одноимённого Куряж[5] (ныне посёлка Подворки), расположенного в нижнем течении данной реки.
- В 18 веке-19 веках оно называлось «селение» (село) Куряж и административно относилось к Пересечненской волости Харьковского уезда.
- В 1864 году в казённом селе Куряж Пересечненской волости Харьковского уезда проживали 148 человек (76 м и 72 ж.) и насчитывалось 17 дворовых хозяйств[9].
- Советская власть была окончательно установлена в декабре 1919 года.
- В 1920-х годах село было переименовано в Куряжанку; на карте РККА 1940 года оно — Куряжанка.[10]
- В 1937[6]-1940 годах, перед ВОВ, в селе было 178 дворов, совхоз животноводческого направления и свой сельсовет.[10]
- Село Куряжанка было оккупировано вермахтом в конце октября 1941 года, освобождено в середине февраля 1943, заново оккупировано в начале марта 1943, окончательно освобождено 20-21 августа 1943 года (см. также: Оккупация территории СССР войсками Третьего рейха и его союзников)[11].
- Во время Великой Отечественной войны с конца октября 1941 до середины февраля 1943 и с начала марта по середину августа 1943 года посёлок находился под немецкой оккупацией[11].
- Во второй половине марта [1943], после вторичной оккупации Харькова немецкими войсками, туда прибыла команда палачей под названием «ЭК-5». В первые же дни эта команда арестовала 2 500 советских граждан и расстреляла их в селе Куряж (в 12 километрах от Харькова). Эта же команда расстреляла в лесопарке около 3.000 советских граждан, среди которых было много женщин и детей. В августе текущего года, за несколько дней до своего бегства из Харькова, гитлеровцы увезли 500 жителей в село Куряж и зверски убили их.[12] Братская могила расстрелянных находится в Куряжском лесу возле близрасположенного села Сиряки.
- С 14 по 17 августа 1943 года советская разведгруппа В. А. Завертяева в составе 26 человек, действуя в районе оккупированной нацистами Куряжанки группами по 5-6 человек, вела разведку в полосе действий своей 84-й дивизии, совершала диверсии на дорогах, уничтожила 58 солдат противника, 2 автомашины и 3 мотоцикла. Затем атаковала вражеский обоз, уничтожив 34 солдата и 12 повозок с грузами. Выполнив задачу, Завертяев с группой в ночь на 18 августа вышли в район боевых действий дивизии в район Семёновка.[13][14]

## Объекты социальной сферы
- Фельдшерско-акушерский пункт.
- Библиотека.

## Достопримечательности
- Братская могила советских воинов (в центре села). Похоронены 118 солдат и офицеров, погибших при освобождении села от немецкой оккупации в 1943 году. Над могилой установлен памятник павшим воинам Советской армии.
- Могила комсомольцев и советских активистов, убитых в 1920-х — 1930 годах (в центре села.) Над могилой установлен памятник.

## Экология
- ЛЭП 110 кВ.

## Улицы Куряжанки
- Куряжа́нский переулок.
- Улица Маяко́вского (идёт в Солоницевку).
- Улица Мира.
- Улица Остро́вского.
- Въезд Островского.
- Пионерская улица.
- Школьная улица.